# 시짱 박물관
시짱박물관(西藏博物馆)은 티베트 라싸 시에 위치한 박물관이다.

## 같이 보기
- 가장 큰 미술관 목록